# Марица (стадион)
Вижте пояснителната страница за други значения на Марица.
Стадион „Марица“ се намира в пловдивския квартал „Захарна фабрика“. Капацитет – 5000 зрители. Макар и необновяван за дълъг период от време, стадионът е в добро състояние и футболните срещи почти винаги се играят там.